# 萨沙·露絲
亞歷山德拉·阿列克謝耶芙娜·露絲（俄语：Алекса́ндра Алексе́евна Лусс，1992年6月6日—），又稱莎夏·露絲（俄语：Саша Лусс）是一名俄羅斯超級模特兒和演員。

## 早年生活
露絲出生於馬加丹，年幼時就搬到了莫斯科。童年時，她對模特事業沒有興趣，更喜歡寫作和跳舞。 她經常參加芭蕾舞比賽，但腳踝受傷之後，她無法繼續她的嗜好。她母親的朋友甚至是陌生人都會讚揚露絲的模特潛力。 
露絲13歲時，母親帶她去參觀一個模特經紀公司，在那裡她簽了約。 露絲提過，她的祖母不贊成模特行業，認為時尚是種可怕、不道德的事情。

## 私生活
在她的空閒時間裡，她盡可能地多參觀展覽並閱讀書籍。

## 電影
- 2017年：《星際特工瓦雷諾：千星之城》- 莉霍米娜公主
- 2019年：《安娜》- 安娜·波利亞托娃飾演有俄國軍校生出身背景，但最後擔任特工出任務
- 2022年：《支離破碎》- 飾演 傑米·德克爾

## 外部連結
- Sasha Luss at Dom Models MAG
- Sasha Luss （页面存档备份，存于） at the FMD
- Sasha Luss （页面存档备份，存于） at Models.com
- Sasha Luss （页面存档备份，存于） at Supermodels.nl
- Sasha Luss （页面存档备份，存于） on Instagram
- 萨沙·露絲在互联网电影资料库（IMDb）上的資料（英文）